# Vlissingen
Vlissingen ( udtalelse ?) er en kommune og havneby, beliggende på halvøen Walcheren i den sydlige provins Zeeland i Nederlandene. Byen havde den 1 april 2016 44.417 indbyggere med en befolkningstæthed på omkring 1.300 indbyggere per kvadratkilometer landareal.

## Historie
Vlissingen begyndte som en havn for Middelburg i det 13. århundrede. I 1547 blev «Fort Rammekens» bygget øst for Vlissingen til beskyttelse af Det nederlandske ostindiske kompagnis (ned.: VOC) skib. Byen var en af kompagniets vigtigste havne. Karl V og hans søster Maria af Ungarn rejste i 1556 herfra til Spanien. Under firsårskrigen var Vlissingen en af de første byer som faldt i Geuzes hander, den 6. april 1572. Fra det 18. århundrede af voksede Vlissingen økonomisk set i forhold til Middelburg og Veere, deres havner ble for overfladisk for de større skibene. I det 19. århundrede var Vlissingen en vigtig flådehavn.
Under den anden verdenskrig blev Vlissingen og resten af Walcheren hårdt truffet. Byen blev aldrig helt det sammen efter dette. Grote kerk, også kaldt Sint Jacobskerk, (den store eller Skt. Jacobskirken) er bygget i sen-gotisk stil, den har desuden nogle buer i tudor-stil. Tårnet og det lave koret kan være bygget allerede i 1328. Efter en brand i 1911 blev kun murstensvæggene og nogle af pilarene stående. Kirken blev dog genopbygget. Efter den anden verdenskrig og Stormfloden i Nordsøen 1953 (en stor oversvømmelse) blev kirken på ny restaureret i 1953-54.

### Højeste vandstand
Målt efter Amsterdams flodoverflade
1. 1. februar 1953: 455 cm over NAP
2. 3. januar 1976: 394 cm over NAP
3. 12. marts 1906: 392 cm over NAP
4. 28. januar 1994: 387 cm over NAP
5. 27. februar 1990: 384 cm over NAP

## Født i Vlissingen
- Adriaen Banckert (c.1615 – 22. april 1684), nederlandsk admiral
- Joost Banckert (c.1597 – 12. september 1647), nederlandsk viceadmiral
- Jacobus Bellamy (1757 - 1786), nederlandsk poet
- Johan Evertsen (1. februar 1600 – 5. august 1666), nederlandsk admiral
- Michiel Adriaenszoon de Ruyter (24. marts 1607 – 29. april 1676), nederlandsk admiral
- Betje Wolff (1738 - 1804), nederlandsk feminist og skribent

- Fængseltårn
- Bygning fra 1600-tallet
- Skyline Vlissingen
- Lystbådehavn
- Børsen
- Børsen
- Sint-Jacobskerk
- Zeeuws maritiem muZEEum i Lampsinshuis
- Walstraat gågaden
- Maritiem Instituut De Ruyter
- Statue Michiel de Ruyter